# Pelochrista latipalpana
Pelochrista latipalpana es una especie de polilla perteneciente al género Pelochrista, categorizada en la tribu Eucosmini, de la subfamilia Olethreutinae.

## Distribución
Se distribuye por Afganistán.

## Taxonomía
Fue descrita por Razowski en 1967 y publicada por primera vez en Beitr. Naturk. Forsch. SdwDtl. 26: 95.